# Linia kolejowa Pirna – Coswig
Linia kolejowa Pirna – Coswig – dwutorowa i zelektryfikowana linia kolejowa w Niemczech, w kraju związkowym Saksonia. Przebiega z Pirny do Coswig przez Drezno. jest wykorzystywana przez pociągi S-Bahn w Dreźnie.